# 이토군

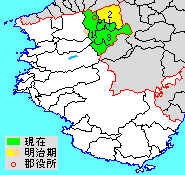
이토 군의 위치

이토군(일본어: 伊都郡, いとぐん)은 일본 와카야마현에 있는 군이다.
인구 20,944명, 면적 332.87km², 인구밀도 62.9명/km².(2025년 3월 1일, 추계인구)
이하 3정으로 구성된다.
- 가쓰라기정(かつらぎ町)
- 구도야마정(九度山町)
- 고야정(高野町)

## 역사
- 2005년 10월 1일 - 하나조노 촌이 가쓰라기 정에 편입되었다.
- 2006년 3월 1일 - 고야구치 정이 하시모토시와 합병해 새로운 하시모토 시가 되었다.